# Loxosceles pallidecolorata
Loxosceles pallidecolorata är en spindelart som först beskrevs av Embrik Strand 1906.  Loxosceles pallidecolorata ingår i släktet Loxosceles och familjen Sicariidae.
Artens utbredningsområde är Etiopien. Inga underarter finns listade i Catalogue of Life.